# الليوان (مسلسل)
الليوان، مسلسل كويتي درامي من تأليف عامر الحزمي وتمثيل عبد العزيز المسلم وهيا الشعيبي وإبراهيم الصلال وهدى الخطيب وشوق

## القصة
عمل ذو طابع تراثي ويعزز الهوية الكويتية ويسلط الضوء على ترابط أهل الكويت، والخليج عموماً

## بطولة
- عبد العزيز المسلم
- هيا الشعيبي
- غدير صفر
- شوق
- إبراهيم الصلال
- عبد الإمام عبد الله
- هدى الخطيب
- مبارك المانع
- شهاب حاجية